# Eremophila weldii
Eremophila weldii är en flenörtsväxtart som beskrevs av Ferdinand von Mueller. Eremophila weldii ingår i släktet Eremophila och familjen flenörtsväxter. Inga underarter finns listade i Catalogue of Life.